# 江崎一治
江崎 一治（えさき かずはる、1907年10月1日 - 1972年7月11日）は日本の会社経営者、政治家。 衆議院議員（日本共産党公認）を1期務めた。株式会社丹羽鉄鋼相談役。

## 来歴
京都府京都市出身。早稲田大学理工学部電気工学科を1933年に卒業後、1938年日本電気玉川向工場に入社。大津工場第2検査課長などを歴任したが、1946年に日本共産党へ入党したのを機に同党滋賀県委員や日本電気労働組合大津分会執行委員を務めた。しかしレッドパージに伴い同社を解雇されると、大阪府内で会社を経営。1949年の第24回衆議院議員総選挙で滋賀県全県区から出馬し初当選、滋賀県初の共産党国会議員となった。当選1回。
1972年7月11日、肝硬変のため神奈川県川崎市中原区の日本医科大学付属第二病院にて死去。64歳。

## 政歴
- 1947年 第23回衆議院議員総選挙 滋賀県全県区 落選
- 1949年 第24回衆議院議員総選挙 滋賀県全県区 当選
- 1952年 第25回衆議院議員総選挙 滋賀県全県区 落選
- 1953年 第26回衆議院議員総選挙 滋賀県全県区 落選